# Pheidole noda
Pheidole noda är en myrart som beskrevs av Smith 1874. Pheidole noda ingår i släktet Pheidole och familjen myror.

## Underarter
Arten delas in i följande underarter:
- P. n. azumai
- P. n. flebilis
- P. n. formosensis
- P. n. noda
- P. n. stella
- P. n. taprobanae